# Mina Harker
Wilhelmina „Mina” Harker (născută Murray) este un personaj fictiv din romanul gotic de groază Dracula (1897) scris de Bram Stoker. A apărut ulterior în numeroase cărți, piese de teatru, filme, animații, manga, producții TV, muzică.

## În roman
La începutul romanului numele ei este Miss Mina Murray, o tânără elevă care este logodită cu Jonathan Harker și cea mai bună prietenă a lui Lucy Westenra. Ea o vizitează pe Lucy în Whitby la 24 iulie a aceluiași an, în vacanța de vară.
După ce logodnicul ei Jonathan scapă din castelul contelui Dracula, Mina călătorește la Budapesta și se întâlnește cu el acolo. Mina îl îngrijește în timpul recuperării sale de la întâlnirea traumatizantă cu vampirul și cu miresele sale, iar cei doi se întorc în Anglia ca soț și soție. Acasă, ei află că Lucy Westenra a murit de la o boală misterioasă cauzată de pierderea severă a sângelui ca urmare a atacurilor repetate ale unui animal necunoscut, care bea sânge. Mai târziu, își dau seama că animalul respectiv a fost Dracula care a luat o altă formă.
Datorită Minei, ei află despre planurile Contelui, deoarece ea a adunat jurnale ale sale, scrisori și tăieturi din ziare. Își asumă toate informațiile relevante despre Conte, puse în ordine cronologică și tipărește mai multe copii, oferindu-le celorlalți protagoniști. Rezultatul final al acțiunilor ei este însuși romanul epistolar. Mina și Jonathan se alătură coaliției formate în jurul lui Abraham Van Helsing cu scopul distrugerii contelui. Ei folosesc aceste informații pentru a descoperi indicii despre planurile lui Dracula și pentru a investiga în continuare diferitele sale locuințe pe care le cumpără ca mijloc de urmărire și de distrugere a lui. Fiecare acțiune ulterioară pe care echipa o efectuează este înregistrată de diferiți membri și adăugată la colecția de evenimente legată de Dracula. 

## În alte cărți și filme
În seria de benzi desenate The League of Extraordinary Gentlemen, Mina este unul dintre personajele principale care a revenit la numele ei de fată, Murray, după ce a divorțat de soțul ei. Ea este implicată într-o relație romantică cu Allan Quatermain. Ea și Allan sunt singurii membri rămași ai Ligii inițiale după o invazie marțiană și, ulterior, devin nemuritori, rămânând tineri chiar și în anul 2009. În filmul The League of Extraordinary Gentlemen, Mina rămâne un vampir după moartea lui Dracula și își păstrează numele de familie Harker, despărțindu-se  de soțul ei, Jonathan, fără a divorța. Spre deosebire de  benzi desenate, nu există o relație între ea și Allan Quatermain, dar doctorul Henry Jekyll și agentul special Tom Sawyer sunt atrași de ea.